# St. Peter und Paul (Burglauer)

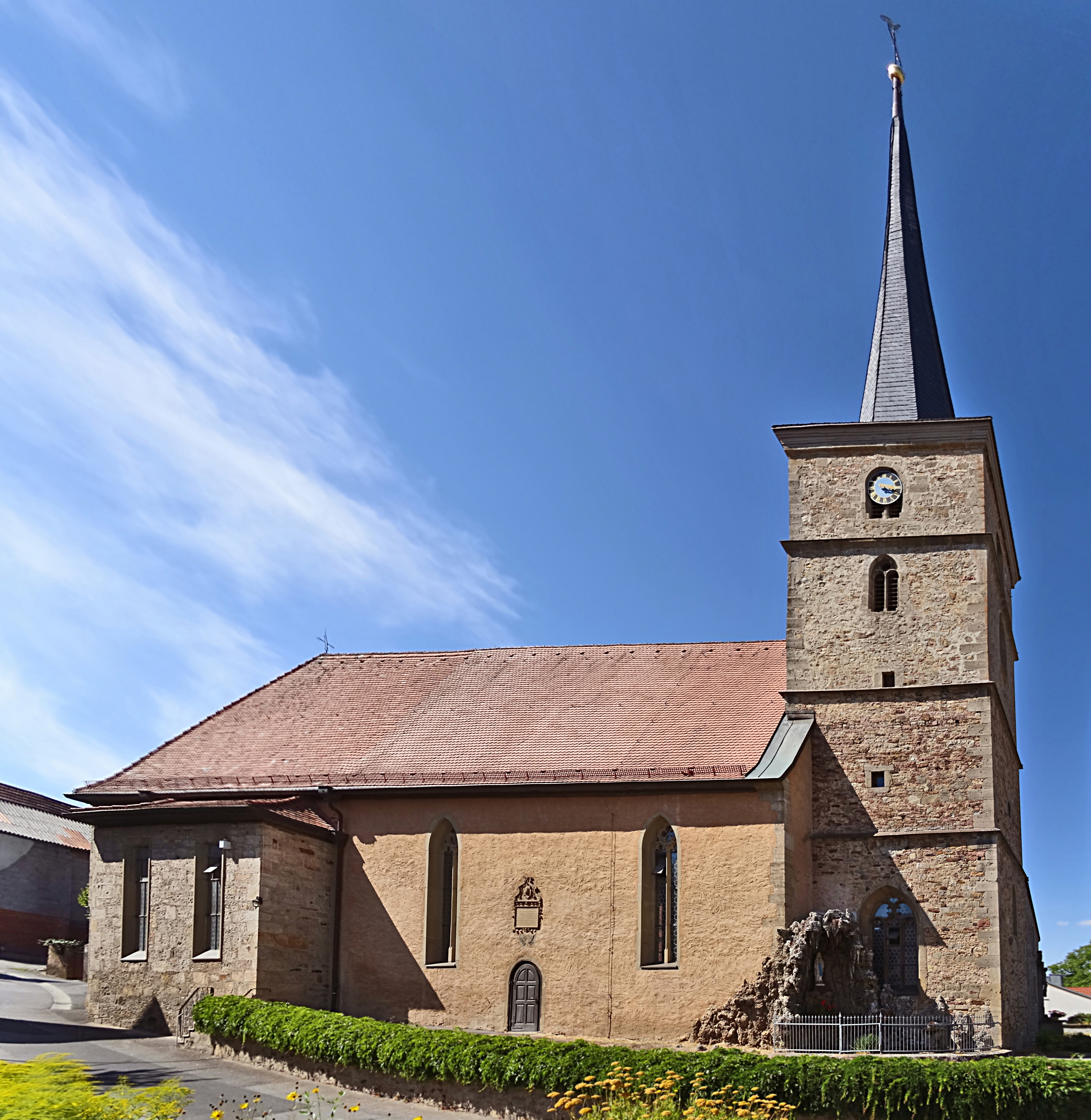
Die Kirche St. Peter und Paul in Burglauer

Die römisch-katholische Kirche St. Peter und Paul ist die Pfarrkirche von Burglauer im unterfränkischen Landkreis Rhön-Grabfeld. Sie gehört zu den Baudenkmälern von Burglauer und ist zusammen mit der Mariengrotte am Kirchturm, dem steinernen Hochkreuz an der Sakristei und der Kirchhofmauer unter der Nummer D-6-73-186-5 in der Bayerischen Denkmalliste registriert.

## Geschichte

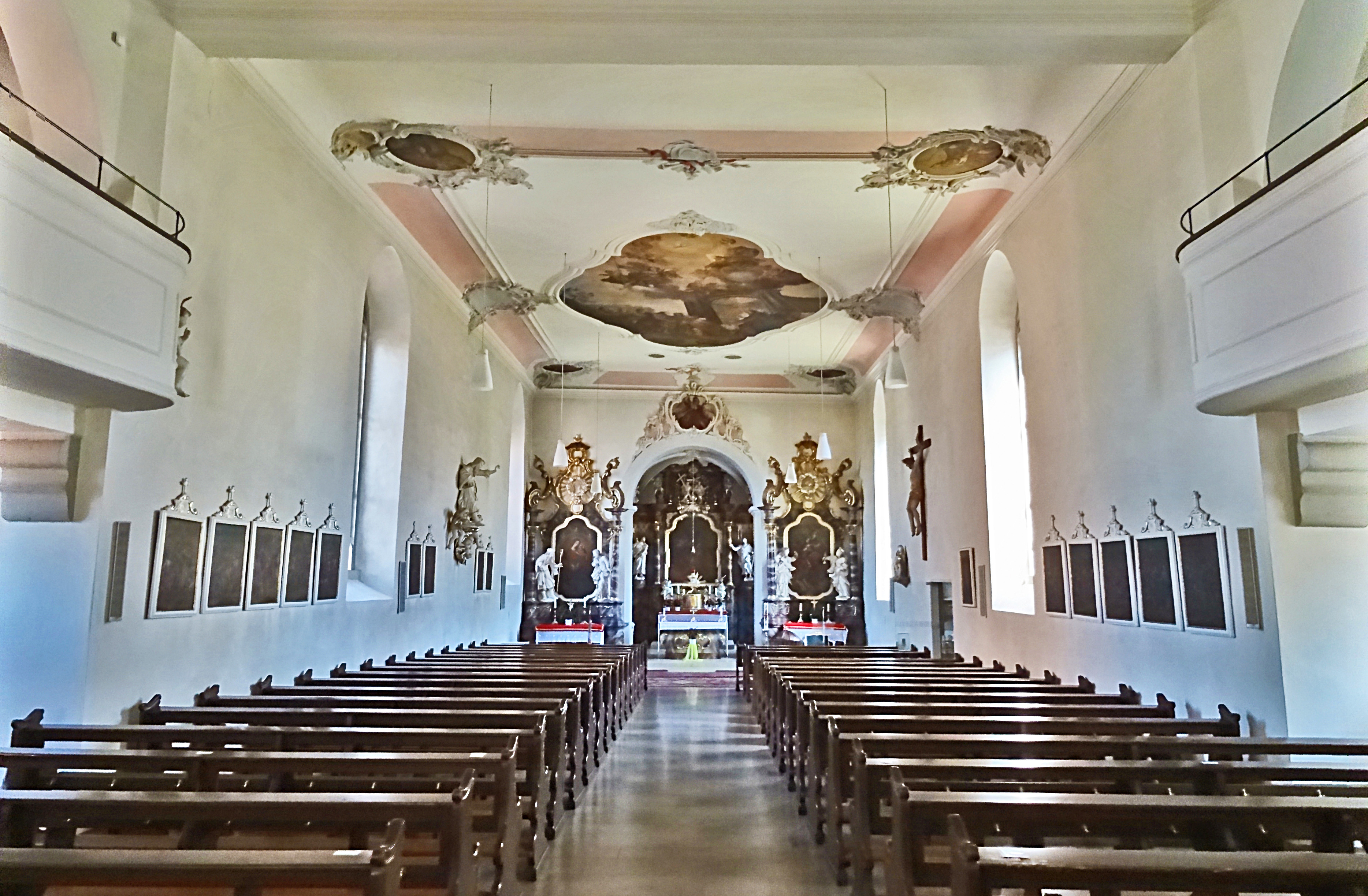
Innenansicht

Die Untergeschosse des Kirchturms stammen aus dem Jahr 1508. Sie gehören zu einem Kirchenbau, den der Burgherr Bernhard von Steinau errichten ließ. Im Jahr 1602 wurde das Langhaus durch Fürstbischof Julius Echter von Mespelbrunn errichtet. Im Jahr 1661 folgte die Erhöhung des Kirchturms im Stil Julius Echters mit dem typischen Spitzdach. 1925 wurde das Langhaus erweitert und eine große Empore mit äußerem Aufgang eingebaut. Die Sakristei ist ein Neubau der Jahre 1958 bis 1959. Innenrenovierungen fanden in den 1970er Jahren und im Jahr 1999 statt.

## Beschreibung

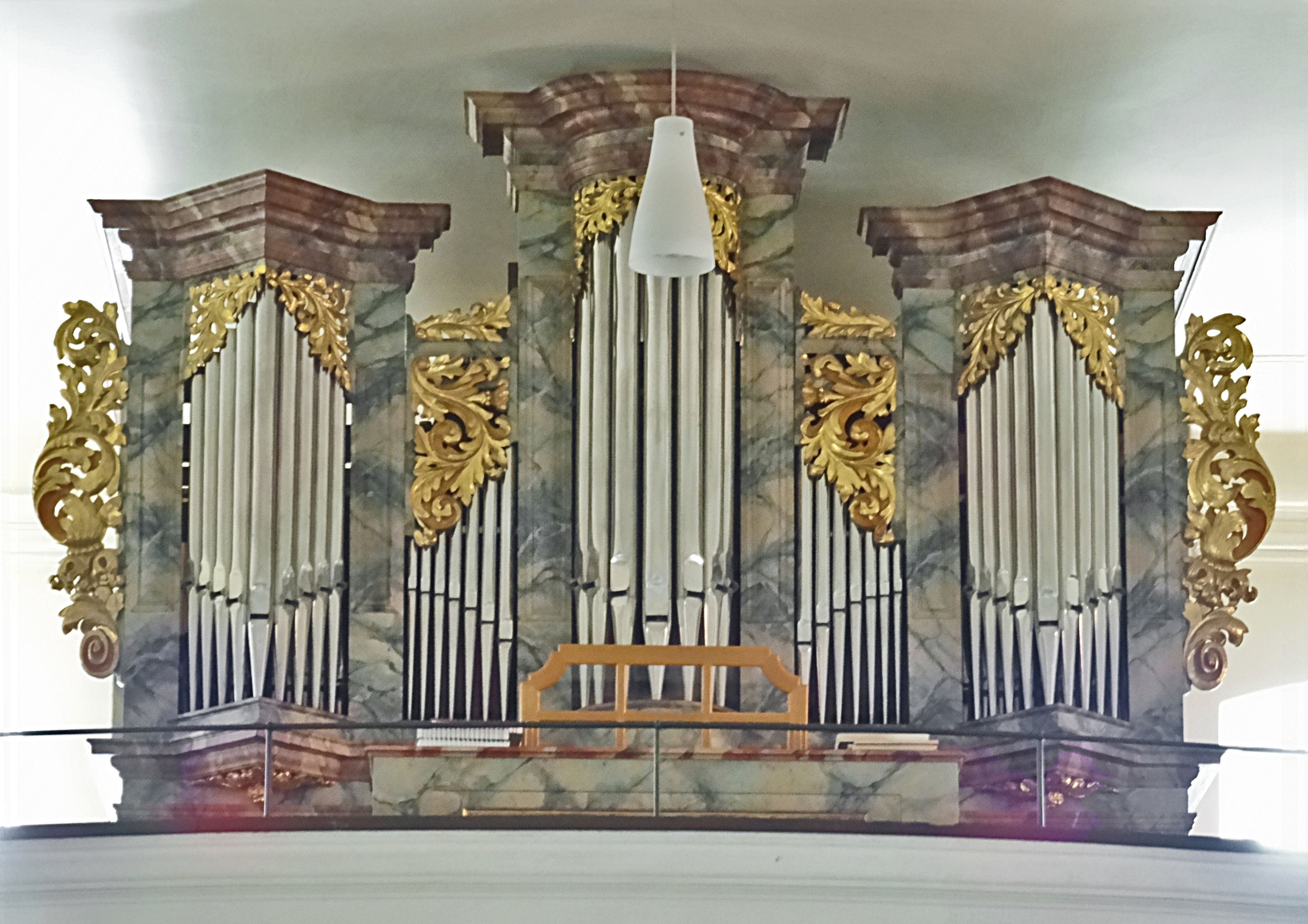
Schlimbach-Orgel

Die Kirche wurde 1782 im Barockstil eingerichtet. Der Hochaltar wird eingerahmt von Figuren der Kirchenpatrone Petrus und Paulus. Die Fresken sind Werke des Malers Johann Peter Herrlein. Das Deckengemälde stellt die Übertragung der Schlüsselgewalt an Petrus dar. Die Kirche enthält eine kleine, Tilman Riemenschneider nahe stehende Figur der Muttergottes. In ihr finden sich auch die Grabmäler des Burgherrn Bernhard von Steinau † 1508 und seiner drei Frauen † 1486, 1494 und 1500. Weitere Grabmäler der Familie von Steinau finden sich in der Euerbacher Kirche St. Cosmas und Damian. Der Taufstein wurde 1603 gesetzt.
Die Orgel mit 21 Registern, verteilt auf 2 Manuale und Pedal, wurde 1903 von Martin Schlimbach & Sohn gebaut und 2002 durch Hey Orgelbau restauriert.